# Eurycea latitans
Espèce
Statut de conservation UICN

 VU B1ab(iii)+2ab(iii) : Vulnérable
Eurycea latitans est une espèce d'urodèles de la famille des Plethodontidae.

## Répartition
Cette espèce est endémique du comté de Kendall dans le centre du Texas aux États-Unis. Elle se rencontre dans le système de Cascade Caverns à Boerne.

## Publication originale
- Smith & Potter, 1946 : A third neotenic salamander of the genus Eurycea from Texas. Herpetologica, vol. 3, no 4, p. 105-109.